# Delfín Chamorro
Delfín Chamorro (Villarrica, 24 de diciembre de 1863-Asunción, 30 de mayo de 1931) fue un educador paraguayo, conocido por ser creador de un método de enseñanza de la lengua castellana.

## Infancia y estudios
Chamorro nació en el pueblo de Guaira el 24 de diciembre de 1863. Sus padres, ambos de origen guaireño, fueron don José de la Cruz Chamorro, combatiente de la guerra, y doña Juana Inés Martínez. Estos se hallaban confinados en esa localidad, poco antes del inicio de la Guerra del Setenta.
Realizó sus estudios primarios en Villarrica. La población postrada por las penurias de la guerra, al igual que el resto de país, se esforzaba por sobrellevar sus aflicciones con el estoicismo y coraje de los sobrevivientes. Salido de la escuela, al terminar el ciclo ingresó al Colegio Nacional de Asunción, para cursar la secundaria, que por limitaciones económicas familiares y por algún desengaño sentimental – según alguno de sus biógrafos - no pudo concluirla, interrumpiendo el estudio en el cuarto año del bachillerato.
Se vio obligado a realizar tareas laborales para el sustento de la casa. Era un lector apasionado y curioso observador; de esta manera en forma autodidacta, atesoró un gran caudal de conocimientos. Gustaba escribir románticos versos muy apropiados a su juventud, que a pesar de su oposición fueron rescatados por los cultores de las letras paraguayas.
Chamorro es un clásico de las letras. Sus versos tienen un suave acento virgiliano. Remitió a su amigo Daniel Codas una epístola con una tierna elegía que le inspiró la amada Villa Rica, considerada una joya literaria. De inspiración clásica fueron sus maestros Fray Luis de León y Andrés Bello. Era un apasionado lector de los teóricos del humanismo libre como Tolstoi, Kropotkin y otros.

## Vocación
Su verdadera vocación fue la de docente. Se inició como maestro en una escuela pública de San Juan Bautista de las Misiones; en 1887, a pedido de sus conciudadanos guaireños se hallaba de vuelta a Villa Rica para continuar su carrera en una “escuela de la patria”, título que se daba entonces a las instituciones públicas de primera enseñanza.
Dotado de una voluntad férrea y sólida estructura didáctica –sin poseer títulos académicos– tuvo la fortuna de recibir el apoyo del consagrado maestro Ramón Indalecio Cardozo, quien tuvo la visión de vislumbrar en su protegido virtudes suficientes para el ejercicio del magisterio. Así, en 1892, Chamorro se hizo cargo de las cátedras de Castellano y Retórica Poética en el Colegio Nacional de Villarrica.
Cuarenta años de su vida ejemplar dedicó al estudio y a la enseñanza de la gramática castellana. Es considerado el primer gramático del Paraguay. Dejó inconclusa una “Gramática Castellana”, cuyo primer volumen fue publicado después de muerto.
Discípulo de Andrés Bello, perfeccionó en muchos aspectos las lecciones del sabio venezolano. 
Entre la honrosa pléyade de maestros y gramáticos formados en sus aulas, cabe distinguir a Inocencio Lezcano, su brillante continuador.

## El Maestro
El maestro Chamorro tuvo el privilegio de ser contemporáneo de doctos de las letras guaireñas. Cabe citar a su amigo Ramón Indalecio Cardozo, a Simeón Carísimo, Atanasio Riera, Nicolás E. Sardi, Carlos Ventura De Permi y Virgilio Barrios entre otros, nombres que dejaron una lucida estela de sabiduría en la culta ciudad.
Cardozo escribió: Chamorro fue maestro, reformador y todo un carácter. Enseñó con su ejemplo y en su cátedra sustituyó el vetusto método de la gramática ilógica por el racional y lógico. Persistió toda su vida en la implantación de su reforma, un método personal conocido como "Método Chamorro"
El propio Delfín Chamorro explicaba que “El análisis gramatical consiste en explicar la estructura del lenguaje descomponiendo el razonamiento en las unidades llamadas oraciones, y éstas en sus miembros constitutivos, hasta llegar a lo más simple e incomplejo. Como el razonamiento es casi siempre harto complicado, se deben tomar al principio los ejemplos más sencillos y explicar las partes de que constan y el papel que cada una desempeña en el conjunto”.
Sintió una irreprimible atracción por el periodismo. En 1902, en compañía del maestro Ramón I. Cardozo fundó en Villa Rica el periódico “El Libre” en el que publicaba sus lecciones de gramática. En 1903, creó otro órgano llamado “El Guairá” de corta existencia.

## Últimos años
El presidente Manuel Gondra, a sabiendas de las cualidades del maestro guaireño, cuya fama había trascendido, lo nombró profesor del Colegio Nacional de Asunción. Fue nominado tiempos después Profesor honorífico y se benefició con una justa jubilación. 
Natalicio González considera que en 1905, luego de la derrota del gobierno del coronel Escurra, Chamorro ingresó al partido colorado. Sintió un profundo repudio hacia la ideología liberal predominante en la dirección del coloradismo y aprovechó su designación como candidato a senador para dimitir de su partido y rehusar el puesto que le ofrecían sus amigos.
Fue presidente de la delegación paraguaya que concurrió al Segundo Congreso de la Internacional del Magisterio Americano, realizado en Montevideo, en 1930.

## Muerte y legado
En la misma humildad que transcurrió su existencia falleció en Asunción el 30 de mayo de 1931.
Carlos Zubizarreta anota a respecto: Su antiguo alumno José Patricio Guggiari, entonces presidente de la nación costeó su sepelio. La obra didáctica de Delfín Chamorro nunca se publicó sistematizada en libro. Los gruesos cuadernos en que resumía sus lecciones, tan conocidos por varias generaciones de discípulos, desaparecieron con su muerte”.